# Potcoava
Potcoava és una ciutat del comtat d'Olt, Muntènia (Romania). La ciutat administra quatre pobles: Potcoava-Fălcoeni, Sinești, Trufinești i Valea Merilor.
Segons el cens de 2011, Potcoava té 5743 habitants, mentre que el 2002 tenia 6111 habitants. La majoria de la població la formen romanesos (87,65%), amb una minoria de gitanos (7,23%); el 5,08% de la població no declara el seu origen ètnic. La majoria dels habitants són de religió cristiana ortodoxa romanesa (93,47%).